# Hans Haferkamp
Hans Haferkamp (Osnabrück, 11 ottobre 1921 – 30 giugno 1974) è stato un calciatore tedesco, di ruolo attaccante.